# Centro Aquático de Deodoro

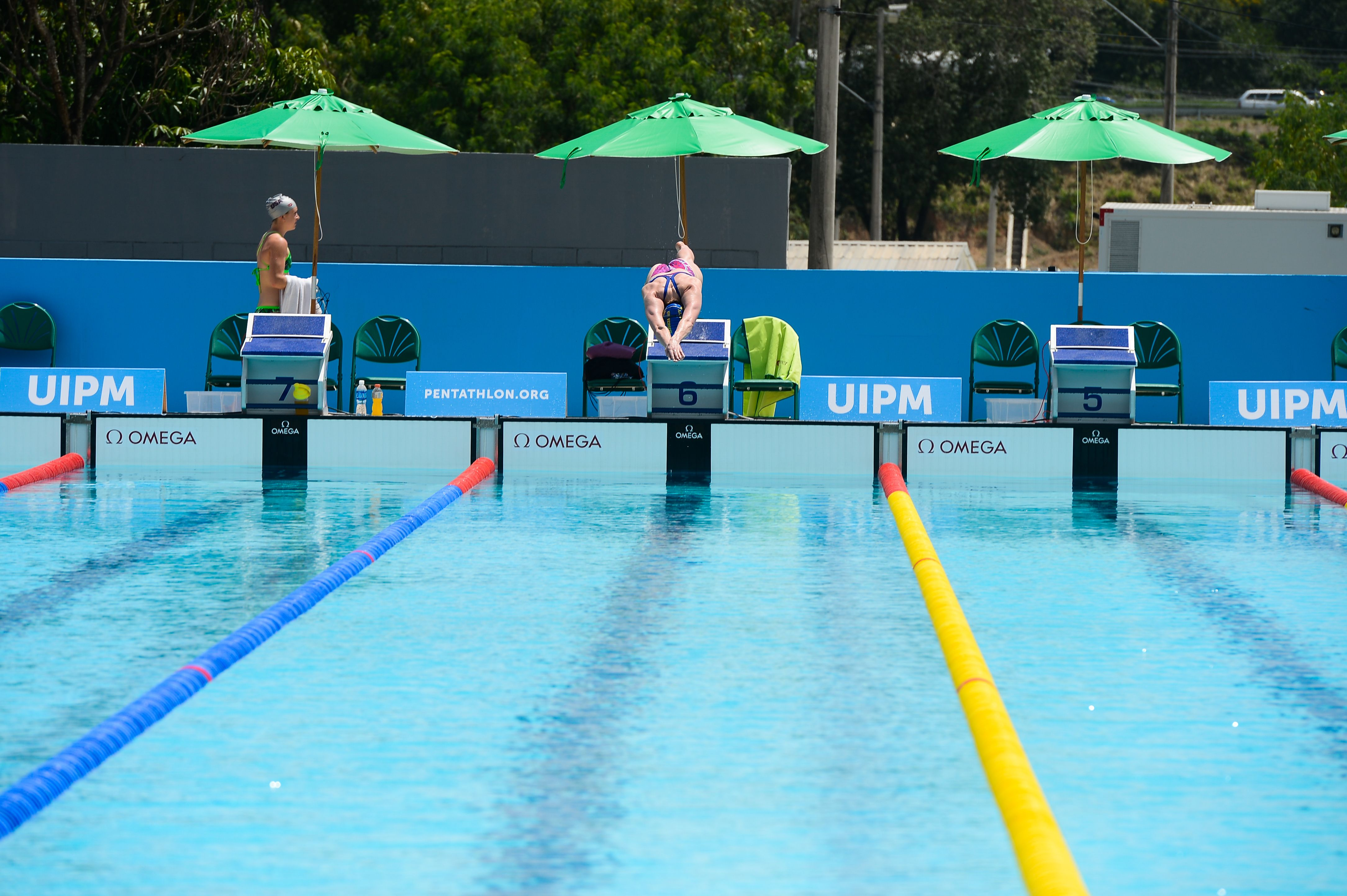
Centro Aquático de Deodoro in gebruik op 10 maart 2016

Het Centro Aquático de Deodoro is een zwembad dat gebouwd werd en gebruikt werd in 2007 voor de Pan-Amerikaanse Spelen 2007 in de wijk Deodoro in het noordwesten van Rio de Janeiro. Van 2014 tot 2016 werd de site gerenoveerd, werd een tijdelijke tribune met 2.000 zitplaatsen gebouwd en vervolgens wordt het hoofdbad gebruikt bij de Olympische Zomerspelen in Rio. In 2016 zal de competitie van het zwemmen in de moderne vijfkamp in het bad doorgaan.
Het zwembad met olympische afmetingen is gebouwd conform de regelgeving van de Fédération Internationale de Natation. Na de renovatie werd het op 10 maart 2016 heropend in het bijzijn van plaatselijk minister van onderwijs Aloizio Mercadante.